# Millettia peguensis
Millettia peguensis är en ärtväxtart som beskrevs av Syed Irtifaq Ali. Millettia peguensis ingår i släktet Millettia och familjen ärtväxter. IUCN kategoriserar arten globalt som otillräckligt studerad. Inga underarter finns listade i Catalogue of Life.

## Bildgalleri

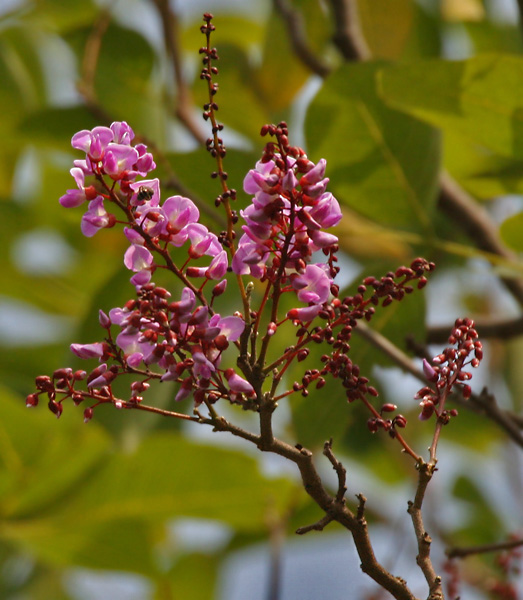
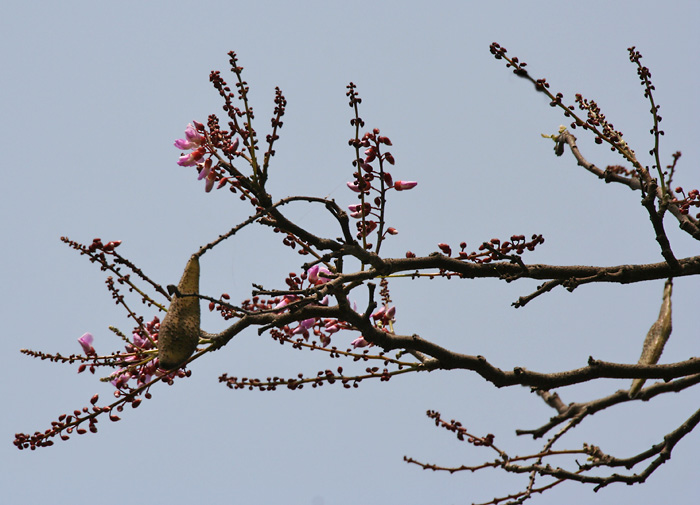
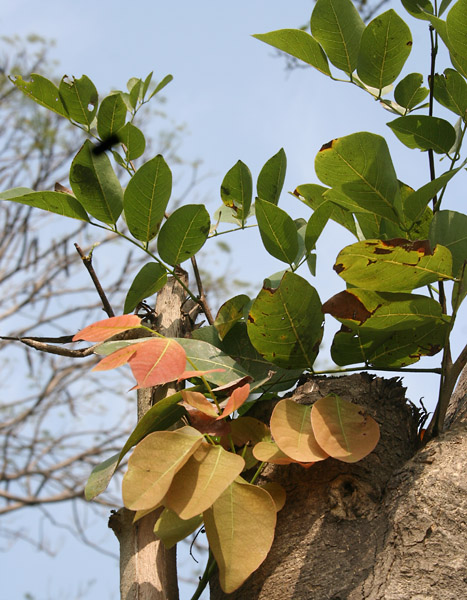
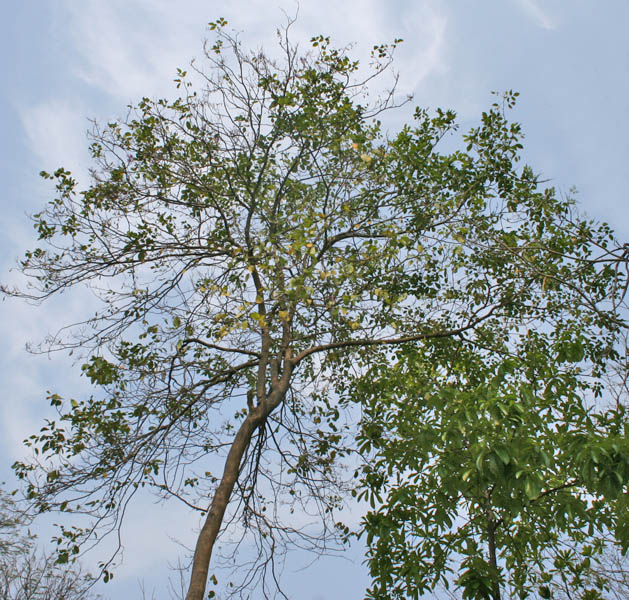
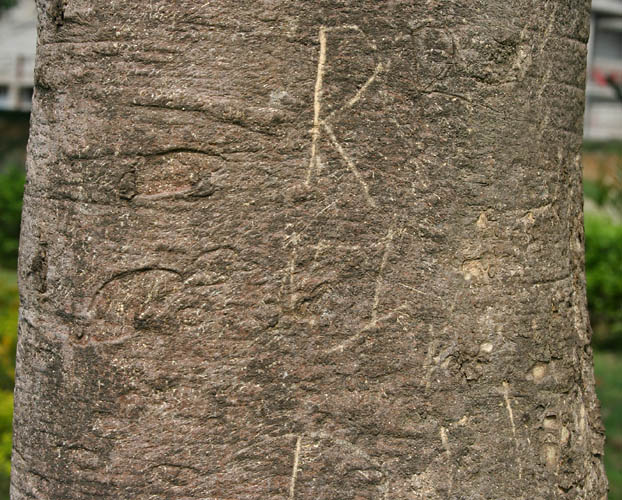
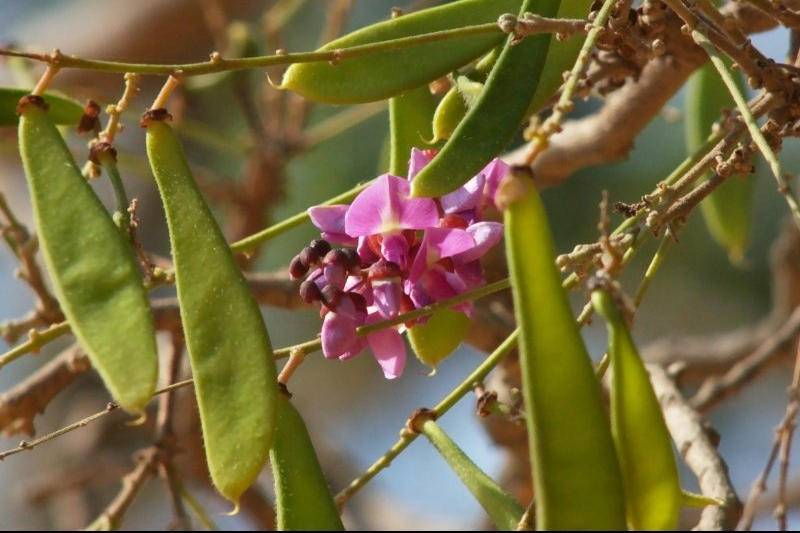